# Mini-Jeux du Pacifique
 (septembre 2022).
Si vous disposez d'ouvrages ou d'articles de référence ou si vous connaissez des sites web de qualité traitant du thème abordé ici, merci de compléter l'article en donnant les références utiles à sa vérifiabilité et en les liant à la section « Notes et références ».
Les Pacific Mini Games sont un événement continental multisports disputé par des pays et territoires situés en Océanie se déroulant tous les quatre ans.

## Historique
En 1981, les jeux inauguraux se déroulent à Honiara (Îles Salomon).
L'événement a lieu tous les quatre ans. Il est connu sous le nom de mini-jeux du Pacifique Sud avant 2009.
Il s'appelle les « mini jeux », car il s'agit d'une version réduite de les principaux Jeux du Pacifique et fait également l'objet d'une rotation tous les quatre ans dans les années intermédiaires entre les principaux Jeux.

## Organisation
Les mini-jeux ont été organisés par 9 capitales différentes des îles du Pacifique autour de 4 pays et 5 territoires.
Seuls les Îles Cook et Vanuatu ont accueilli deux fois, les Palaos devant accueillir l'événement pour la deuxième fois en 2025. Comme pour les principaux Jeux, les athlètes handicapés sont inclus en tant que membres à part entière de leurs équipes nationales.
Contrairement aux Jeux principaux, il y a une domination égale des associations des Jeux du Pacifique (PGA). La Papouasie-Nouvelle-Guinée , la Nouvelle-Calédonie et les Fidji se sont toutes classées premières un record 3 fois chacune avec Samoa et Nauru en tête d'un match une fois.[pertinence contestée]

## Concept
Devant le succès des principaux Jeux du Pacifique, le conseil des Jeux du Pacifique décide de créer une version plus petite des jeux pour permettre aux nations et territoires plus petits d'organiser des événements et de s'affronter. De là sont nés les mini-jeux du Pacifique.

## Conseil des Jeux du Pacifique
L'instance dirigeante des mini-jeux est le Pacific Games Council. Tout comme les jeux principaux, le drapeau du conseil des Jeux est présenté au pays hôte des prochains mini-jeux à la fin de chaque match. En 2017, le conseil compte 22 nations membres.
Deux autres nations, l'Australie et la Nouvelle-Zélande, ne sont pas membres du conseil mais sont invitées en tant qu'observateurs à l'assemblée générale du conseil. Ces nations participent aux mini-jeux en 2017 et ont fait leurs débuts dans les principaux jeux en 2015.

Éditions